# 1 Водолея
1 Водолея (лат. 1 Aquarii, HD 196758) — двойная звезда в созвездии Водолея на расстоянии приблизительно 257 световых лет (около 79 парсеков) от Солнца. Видимая звёздная величина звезды — +5,153m. Возраст звезды оценивается как около 1,26 млрд лет. Орбитальный период — около 5,385 лет.

## Характеристики
Первый компонент — оранжевый гигант спектрального класса K0III или K1III. Масса — около 1,5 солнечной, радиус — около 11 солнечных, светимость — около 53,7 солнечных. Эффективная температура — около 4750 К.
Второй компонент — предположительно красный карлик спектрального класса не выше M5.